# لويز إبستاين
لويز إبستاين (بالسويدية: Louise Epstein)‏ هي كاتِبة وصحفية سويدية، ولدت في 16 يوليو 1965 في مالمو في السويد.